# آرنشتاین آرنبرگ
آرنشتاین آرنبرگ (انگلیسی: Arnstein Arneberg; ۶ ژوئیهٔ ۱۸۸۲ – ۶ سپتامبر ۱۹۶۱) معمار اهل نروژ بود.